# Carlos Triunfel
Carlos Triunfel (nacido el 27 de febrero de 1990 en Santiago) es un shortstop dominicano de ligas menores que se encuentra en la organización de los Marineros de Seattle.

## Carrera
Triunfel fue firmado como agente libre no drafteado el 23 de septiembre de 2006 por los scouts de los Marineros Bob Engle y Patrick Guerrero.
Triunfel inició la temporada 2007 en Clase-A con los Wisconsin Timber Rattlers. Tuvo dos juegos back-to-back de tres hits y dos carreras impulsadas el 11 y 12 de mayo. Registró 14 partidos multi-hits, incluyendo cinco partidos de tres imparables. Fue seleccionado para el Juego de Estrellas de la Midwest League, pero no jugó debido a una lesión. Fue colocado en la lista de lesionados con una contusión en el pulgar derecho del 29 de mayo al 5 de julio. Triunfel hizo tres apariciones de rehabilitación con los Peoria Mariners del 2 al 5 de julio. Fue promovido a Clase-A avanzada con los High Desert Mavericks después de completar la asignación de rehabilitación. Bateó para .303 durante la temporada con racha de siete partidos bateando de hit del 12 al 18 de julio. Registró un récord personal de seis hits, todos sencillos el 30 de julio contra los Inland Empire 66ers of San Bernardino, convirtiéndose en el segundo Maverick en la historia del club en dar seis hits en un juego de nueve entradas desde que Mike Berry lo hizo en 1996. Participó en la Arizona Fall League.
En 2008, Triunfel pasó la temporada en Clase-A avanzada con los High Desert Mavericks. Lideró al equipo con 30 bases robadas, estableciendo un empate en tercer lugar entre todos los jugadores de ligas menores de los Marineros. Registró una racha de 11 partidos bateando de hit del 28 de abril al 9 de mayo. Fue colocado en la lista de suspendidos del 11 al 21 de mayo a 21 y colocado en la lista de lesionados con un desgarro muscular en el abdomen del 16 al 27 de junio. Triunfel bateó un gran slam, yéndose de 5-3 con dos carreras anotadas, un doble, un jonrón y cuatro carreras impulsadas el 21 de julio. Registró cinco partidos multi-hit consecutivos del 19 al 23 de julio. Fue seleccionado Jugador de la Semana de la California League a mediados de julio. Triunfel registró un récord de temporada con una racha de bateo de 13 partidos, bateando .382 con 20 carreras anotadas, siete hits de extra-base y 10 carreras remolcadas del 25 de julio al 8 de agosto. Participó en la Arizona Fall League en Peoria, Arizona.
Triunfel fue dejado de lado la mayor parte de la temporada 2009 con una tibia rota. Con un tiempo de juego limitado bateó .238 en 11 partidos. Asimismo, participó en la Arizona Fall League cuando terminó su asignación de rehabilitación.

## Premios y logros en ligas menores
- Midwest League Mid-Season All-Star (2007)
- California League Jugador de la Semana (21 al 27 de julio de 2008)
- Arizona Fall League Rising Stars (2008)
- Top 50 Prospects: Número 30 (2008)[1]